# Malinow (chutor)
Malinow (ros. Малинов) – chutor w zachodniej Rosji, w sielsowiecie glebowskim rejonu fatieżskiego w obwodzie kurskim.

## Geografia
Miejscowość położona jest w dorzeczu Usoży (lewy dopływ Swapy w dorzeczu Sejmu), 6 km od centrum administracyjnego sielsowietu (Zykowka), 13 km na południowy wschód od centrum administracyjnego rejonu (Fatież), 35 km na północny zachód od Kurska, 11,5 km od drogi magistralnej (federalnego znaczenia) M2 «Krym» (część trasy europejskiej E105).
W chutorze znajduje się 47 posesji.
Klimat
Miejscowość, jak i cały rejon, znajduje się w strefie klimatu kontynentalnego z łagodnym ciepłym latem i równomiernie rozłożonymi opadami rocznymi (Dfb w klasyfikacji klimatów Köppena).

## Demografia
W 2010 r. chutor zamieszkiwało 17 osób.